# Yanis (cantante)
Yanis Sahraoiu (Saint-Étienne, Francia, 16 de septiembre de 1988), conocida en el mundo artístico como Sliimy y posteriormente como Yanis, es una cantante y compositora francesa de música pop, que debutó en 2008 con una versión del exitoso tema «Womanizer» de Britney Spears y más tarde con su primer tema promocional «Wake up», además en 2009 estrenó su primera placa discográfica Paint Your Face.

## Inicios
Yanis se crio en Saint-Étienne en el barrio de Vivaraize, con sus tres hermanas y un hermano. Estudió en la escuela secundaria Notre-Dame de Valbenoîte y más tarde en la universidad.

## Carrera musical
Descubierta en MySpace por el bloggero Perez Hilton con su cover de la canción «Womanizer» de Britney Spears a finales de diciembre de 2008, se reunió con Yanis que ya poseía un éxito considerado en las redes sociales. El contrato con la cantante crea una enorme expectación, hasta llegar a los oídos de la estrella e incluso Spears la propuso como telonera en la primera parte de su gira The Circus Starring: Britney Spears, específicamente en los conciertos en Paris-Bercy en Francia de julio de 2009.
En febrero de 2009, formó parte de la lista de coming-nexts del programa Le Grand Journal del Canal+. Su primer sencillo se llamó «Wake up» y se estrenó ese mismo mes en iTunes.
Su primer álbum, Paint your face, se editó en Saint-Étienne en enero de 2009. Mezclado en el estudio de grabación en Nueva York en marzo por Bryce Goggin, quien ha trabajado con Antony and the Johnsons y Pavement, el álbum fue lanzado el 6 de abril de 2009 por la disquera Warner Music y se estrenó como segundo sencillo una versión mejorado de «Womanizer» para más tarde liberar los temas promocionales de «Trust Me», «Paint your face» y «Our Generation/See U Again».
Yanis acompañó como telonera a Katy Perry en su gira Hello Katy Tour en Reino Unido y meses después hizo un cameo en el exitoso videoclip de «I Gotta Feeling» del grupo The Black Eyed Peas.

## Vida personal
En 2009, Yanis se declaró homosexual. Tres días antes del lanzamiento de su disco debut, afirmó a los medios que no tenía ningún problema en hablar sobre su orientación sexual.
En septiembre de 2021 anunció públicamente que es una persona no binaria y transgénero.

## Discografía
| Álbumes de estudio - 2009: Paint your face (como Sliimy) - 2016: L'Heure bleue - 2022: SOLO | Sencillos - «Wake Up» - «Trust Me» - «Paint Your Face» - «Our Generation/See U Again» |